# Carrias
Carrias es un municipio español perteneciente a la provincia de Burgos, partido judicial de Briviesca. Forma parte de la Comarca de La Bureba, integrada en la Mancomunidad de Las Lomas de Bureba dentro de la Mancomunidad Oca-Tirón (Riojilla Burgalesa). Se encuentra ubicada en el noreste de la provincia de Burgos, distante 46 km de la capital de la provincia, entre las localidades de Briviesca y Belorado, muy cerca del yacimiento arqueológico de Atapuerca. Linda con el Camino de Santiago. Su extensión es de 14 kilómetros cuadrados.
Limita con los municipios de Valle de Oca, Alcocero de Mola, Prádanos de Bureba, Briviesca, Bañuelos de Bureba y Belorado.

## Símbolos
El escudo y bandera de la localidad de Carrias fueron inaugurados el 10 de marzo de 2003, en un acto al que acudieron numerosos vecinos del pueblo, así como autoridades de la provincia.
El escudo se blasona de la siguiente manera:

Partido. Primero en gules, dos torres de oro, mazonadas de sable y aclaradas de azur, al jefe dos veneras de plata. Segundo de sinople, cargado de tres panes de oro, puestos dos en uno y en punta oveja churra pasante. Al timbre Corona Real cerrada.
Boletín Oficial de Castilla y León nº 161 de 21 de agosto de 2002

La descripción textual de la bandera es la siguiente:

Cuadrada o de uno por uno. Horizontal formada por tres franjas en rojo, amarillo y verde, siendo la central de anchura de 4/10 y de las restantes de 3/10. En el corazón de la Bandera campeará el Escudo Municipal.
Boletín Oficial de Castilla y León nº 161 de 21 de agosto de 2002

## Geografía
Perteneciente a la Mancomunidad Oca-Tirón, forma parte de la actual zona burgalesa denominada como Riojilla Burgalesa integrando 22 municipios del Valle del Oca, Valle del Tirón, Sierra de la Demanda, Montes de Oca y Las Lomas. Es sede de la mancomunidad de  Las Lomas de Bureba, integrada por Carrias, Bañuelos de Bureba, Belorado y Quintanilla San García cuya finalidad es la captación, conducción y abastecimiento de aguas del manantial de San Indalecio desde depósitos reguladores, así como la propia gestión del servicio.

### Comunicaciones y accesos
Para llegar a Carrias, existen tres vías de comunicación principal, la N-1, la extinta carretera de peaje, ahora liberalizada AP-1 y la N-120. Desde la Nacional I, saliendo en la localidad de Briviesca hay que continuar dirección BU-710 / Belorado. Tras pasar Bañuelos de Bureba a unos 2 kilómetros se encuentra el cruce a la derecha.
Desde la Autopista, se ha de tomar la Salida 3 dirección Briviesca, y desde la Nacional 120, habrá que tomar la carretera BU-710 en Belorado, dirección a Briviesca.
Existe un transporte de autobús "a demanda" para favorecer la comunicación de los pueblos de la zona, que hay que reservar antes de su uso, y sale en días concretos de la semana, comunicando Carrias con Briviesca. La estación de tren más cercana se encuentra en la localidad de Briviesca, y los autobuses de largo recorrido efectúan parada en Briviesca o Belorado.

## Administración y política
Carrias cuenta con Ayuntamiento propio, a diferencia de muchos otros municipios de su tamaño en la provincia de Burgos.
| Periodo   | Nombre                    | Partido  |
| --------- | ------------------------- | -------- |
| 1979-1983 | Antonio Campomar Alonso   | UCD      |
| 1983-1987 | Santos Ortiz Vadillo      | Sin Dato |
| 1987-1991 | Jacinto Ortiz Vadillo     | AP/PP    |
| 1991-1995 | Jacinto Ortiz Vadillo     | PP       |
| 1995-1999 | Jacinto Ortiz Vadillo     | PP       |
| 1999-2003 | Jacinto Ortiz Vadillo     | PP       |
| 2003-2007 | Jacinto Ortiz Vadillo     | PP       |
| 2007-2011 | Emilio Vadillo Campomar   | PSOE     |
| 2011-2015 | Emilio Vadillo Campomar   | PSOE     |
| 2015-2019 | Emilio Vadillo Campomar   | PSOE     |
| 2019-2023 | Emilio Vadillo Campomar   | PSOE     |
| 2023-act. | Margarita Campomar Viadas | PSOE     |

| Partidos políticos en el Ayuntamiento de Carrias |            |
| Partido político                                 | Concejales |
| Partido Socialista Obrero Español (PSOE)         | 3          |
| Partido Popular (PP)                             | 0          |

## Demografía
Carrias cuenta con una población de 24 habitantes (INE 2024).
| Gráfica de evolución demográfica de Carrias entre 1842 y 2021                                                         |
| |
| Población de derecho según los censos de población del INE. Población de hecho según los censos de población del INE. |

En los últimos años, se ha acentuado la pérdida de población, problemática recurrente en los pueblos de "la España Vaciada".
| año       | 1901 | 1911 | 1921 | 1931 | 1941 | 1951 | 1961 | 1971 | 1981 | 1991 | 2000 | 2010 | 2022 |
| Población | 233  | 207  | 188  | 185  | 197  | 175  | 179  | 134  | 83   | 56   | 50   | 28   | 25   |

## Economía
Principalmente, el municipio se dedica al sector primario, siendo la agricultura de cereal (trigo y cebada) el máximo exponente de la capacidad productiva de la localidad. De forma muy residual, principalmente en el ámbito doméstico, se realizan plantaciones de productos hortícolas, así como legumbre o girasol.
En el municipio no existe industria o comercio. La población se desplaza a municipios cercanos para trabajar en las fábricas de los alrededores. La ganadería formó parte importante del medio de vida de la localidad y existió en su momento una explotación ganadera, aunque esta actividad no está muy extendida en la comarca.

## Historia
Las primeras noticias de la existencia de esta datan de un documento del año 1007, guardado en el monasterio de San Millán de la Cogolla. Tras la fundación de la localidad, es encuadrada en el alfoz de Oca. El municipio de Carrias, comienza a figurar en documentos administrativos y religiosos. Cuando la administración de los alfoces cesa, Carrias es incluida en la Jurisdicción de Villafranca Montes de Oca, sede episcopal en la Alta Edad Media.
Durante la Reconquista de España, la localidad fue un enclave estratégico, ya que tras conquistar Don Diego la comarca de la Bureba, y anexionarla a Castilla, funda la ciudad de Burgos, y crea una línea defensiva entre las ciudades de Pancorbo, Cellorigo, Cerezo, Lantarón, Ibrillos y Belorado. El municipio quedaba encuadrado en esta línea y ve llegar gentes de las Merindades, Asturias, Cantabria y País Vasco, que por la ley de la presura, repoblaban las tierras y se adueñaban de los terrenos para su explotación y su trabajo.
Desde el siglo XVIII comienza el auge de esta localidad. El Catastro del marqués de la Ensenada, declara que la localidad tiene administración realenga. Los diputados de Carrias, dicen que el término municipal abarca una circunferencia de 3 leguas, y que sus campos son principalmente de secano y lino. En la villa se recogen cereales y frutas y en la ganadería, destaca el pastoreo de la oveja churra. Los vecinos durante esta época sólo eran 33. El presupuesto municipal ascendía a 912 reales.
Lugar  de la  Jurisdicción de Villafranca Montes de Oca,  en el partido Juarros, con jurisdicción de realengo ejercida por su regidor pedáneo.
A la caída del Antiguo Régimen queda constituida como ayuntamiento constitucional del mismo nombre en el partido  Belorado, región de  Castilla la Vieja, contaba entonces con 148 habitantes, funcionaba una escuela con 35 alumnos y abonaba al concejo 1300 reales por año. La población siguió aumentando hasta el año 1900, en el que se alcanzó la cota máxima del censo, 263 habitantes. 
Tras este periodo de auge, la localidad sufrió un descenso de la población, principalmente por el descenso de la natalidad y por la emigración interna, hasta los 25 habitantes de 2018. Actualmente pertenece al partido judicial de la localidad burebana de Briviesca, y aunque el municipio no pertenezca territorialmente a la comarca de la Bureba, se considera de la comarca por la pertenencia a este partido judicial.
Cabe añadir que la localidad de Carrias, fue administrada siempre directamente por el realengo, nunca por el señorío civil ni tampoco por el eclesiástico, lo que suponía un gran orgullo para todos sus ciudadanos. Además en la actualidad cuenta con ayuntamiento propio.

## Cultura

### Fiestas patronales
Las fiestas patronales de la localidad se celebran en el mes de septiembre, durante el tercer fin de semana completo de septiembre (esto es, que sábado y domingo sean septiembre). La Patrona es el 24 de septiembre, Nuestra Señora de Las Mercedes. Es tradición en todas las casas juntar a la familia para celebrar esta festividad y después, salir pronto a la calle pese a hacer mucho frío, para continuar la fiesta.
El sábado se realizan gran variedad de actividades. Para los más pequeños, se instalan hinchables y una pista móvil de karts, y se realizan multitud de concursos como puede ser el Concurso de Dibujo, o juegos populares. Para los adultos y menos jóvenes, se celebran los campeonatos ya conocidos por todos: Mus, Brisca y Competición de Dardos. Además, durante la noche, se instala una verbena para amenizar el pueblo, y ayudar a mitigar el frío, y se celebra un certamen de disfraces. En años anteriores se solía celebrar un campeonato local de Bailes de Salón. 
Durante la noche del sábado al domingo se celebran dos tradiciones en la localidad: parrillada y chocolatada para las personas que hayan conseguido aguantar despiertos durante la noche, y al amanecer, se realiza "El mantazo", que consiste en ir casa a casa despertando a la gente que esté dormida, siempre que no haya niños pequeños durmiendo, y si los habitantes de la casa están despiertos, invitan a un refrigerio a los participantes del mantazo y se unen a la marcha. 
El domingo se pone punto final a las fiestas con el juego de la Tuta, para los mayores, y de la Rana para los más pequeños. Y para los religiosos, se realizan dos misas, una con procesión, en honor a la patrona, y otra en honor a todos los difuntos de la localidad.

## Patrimonio

### Iglesia

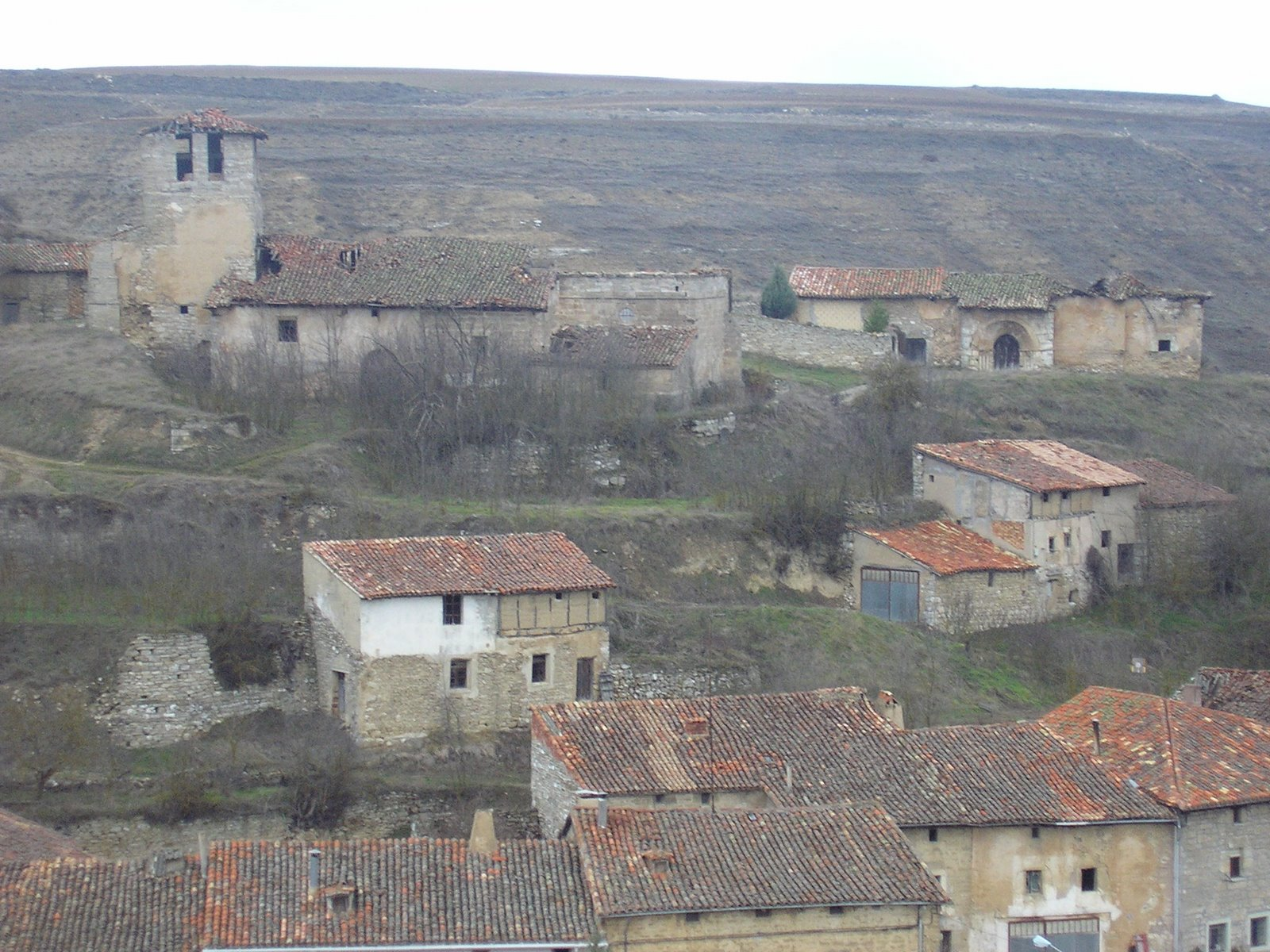
Iglesia Románica de Carrias junto a la ermita

Se encuentra ubicado en lo alto de la montaña presidiendo la entrada a Carrias. Se trata de un conjunto románico de ábside cuadrado actualmente en ruinas. No recomendable su entrada dentro del edificio por el riesgo que conlleva, pero si se puede ver los exteriores. 
La Asociación Hispania Nostra ha incluido con fecha de 3 de diciembre de 2019, el Conjunto Monumental Iglesia de San Saturnino y Ermita de Santa María del Campo en la lista roja de patrimonio en peligro con el objeto de alertar sobre su terrible deterioro, situación que pone en compromiso la superveniencia del conjunto arquitectónico.
La Diócesis de Burgos ha planteado salvar la portada de la Iglesia y que sea trasladada a la nueva Iglesia del municipio, solicitud que hizo otrora el Ayuntamiento y fue denegada.

### Ermita de Santa María del Campo
Situada al lado del cementerio de Carrias y junto a la Iglesia Románica se encuentra en ruinas también, aunque es posible entrar con cautela.

### Retablo de San Juan Bautista
El retablo, original de Carrias, se encuentra actualmente en el Museo del Retablo de Burgos. 

### Conjunto de cuevas
Conjunto de cuevas ubicado a pocos metros de la localidad de Carrias.

### Alrededores
En los alrededores de la localidad, se encuentran ciudades como Briviesca y Belorado, que tienen conjuntos arquitectónicos importantes para visitar. Además cabe destacar que el Camino de Santiago pasa solo a 20 kilómetros de la localidad.
En los alrededores de la Localidad, podemos visitar la riqueza cultural de Briviesca, Belorado o Frías, así como el Monasterio de Oña. En cuanto a la capital, Burgos, se pueden visitar numerosos monumentos pertenecientes a la ruta del Camino de Santiago, museos o el Casco Antiguo. Además, se encuentra en construcción el museo de La Evolución, que abrirá sus puertas en un tiempo.
También, podemos disfrutar del embalse de Villafranca, los paisajes formados por las minas de Belorado y Villalómez o las montañas agrícolas de la zona (impactantes tanto en primavera como en verano, al verlas verdes en el primer caso, y amarillas en el segundo). Además, podemos indagar en la evolución humana en Atapuerca donde podremos ver los yacimientos en la Sierra de Atapuerca, de forma guiada o libre.